# Axel Ahumada
Axel Fernando Ahumada Flores (* 4. Mai 1977 in Quillota) ist ein ehemaliger chilenischer Fußballspieler. Der Stürmer absolvierte zwei Länderspiele für die Nationalmannschaft.

## Karriere

### Verein
Axel Ahumada spielte für verschiedene Vereine in Chile. Die längste Zeit bei einem Klub während seiner Karriere verbrachte der Stürmer von 1998 bis 2002, als er für Coquimbo Unido spielte. 2003 gewann er mit Everton die Meisterschaft der Primera B. Auslandserfahrung sammelte er 2003 beim brasilianischen Verein CS Alagoano, zu dem er gemeinsam mit seinem Teamkollegen Carlos Gajardo wechselte, sowie 2006 bei Deportivo Italmaracaibo in Venezuela. Nach seiner Station bei Italmaracaibo beendete der Angreifer seine Karriere.

### Nationalmannschaft
Axel Ahumada debütierte für La Roja im August 2001 unter Pedro García beim Qualifikationsspiel zur Weltmeisterschaft 2002 gegen Bolivien, als der Angreifer in der 82. Spielminute für Esteban Valencia eingewechselt wurde. Drei Monate später kam Ahumada zu seinem zweiten und letzten Länderspiel. Beim 0:0-Unentschieden beim Qualifikationsspiel für die Weltmeisterschaft gegen Ecuador wurde der Offensivspieler zur zweiten Spielhälfte für Luis Medina eingewechselt.

## Erfolge
Everton
- Chilenischer Meister der Primera B: 2003

## Sonstiges
2005 wurde Ahumada wegen häuslicher Gewalt gegen seine Frau und seinem Kind angezeigt und daraufhin bei den Rangers de Talca entlassen. Im Dezember 2012 nahm er an Freundschaftsspielen teil, um Spenden für lokale Schulen in Quillota zu sammeln.